# Braterstwo (więź osobowa)
Braterstwo – idea więzi osobowej nawiązująca do uczucia, jakie naturalnie występują między braćmi: przyjaźń, bliskość, jedność, solidarność, koleżeństwo.
Braterstwo kształtuje się na różnych płaszczyznach: wspólne biologiczne pochodzenie, przynależność do różnych wspólnot, wspólna ojczyzna, czy ogólnie ludzkość jako taka. Stąd określenie braterstwa broni (przymierze w walce), braterstwa między narodami, czy też w przenośni braterstwa dusz.